# Jean de Ligne
Jean de Ligne (né vers 1525, mort le 23 mai 1568 à la bataille de Heiligerlee), baron de Barbençon, comte d'Arenberg est un militaire et diplomate, au service de la Couronne d'Espagne, du XVIe siècle.

## Biographie
Issu de l'ancienne Maison de Ligne (fief de la région de Tournai), famille d'ancienne noblesse du Saint-Empire, il fut armé chevalier de l'ordre de la Toison d'or en 1546 à Utrecht.
Jean de Ligne naquit, en 1525, de Louis, baron de Barbençon, et de Marie de Berghes, dame de Zevenberghe.

### SousCharles Quint
Il débuta dans la carrière des armes, en 1543, par le commandement d’une compagnie de cavalerie (16 mai).
Au mois de janvier 1546, le chapitre de la Toison d'Or, tenu par Charles Quint à Utrecht, l’élut chevalier de cet ordre illustre.
L’Empereur, résolu à faire la guerre aux protestants d’Allemagne, ordonna, la même année, à Maximilien d'Egmont, comte de Buren et de Leerdam (nl), de lui amener en ce pays douze mille gens de pied et cinq mille chevaux ; d’Egmont choisit Jean de Ligne pour l’un de ses lieutenants. Le corps belge eut à surmonter bien des obstacles, à triompher de bien des périls, pour arriver à Ingolstadt, où l’Empereur l’attendait. Il y réussit, grâce à l’habileté de ses chefs et à la valeur des régiments dont il était composé. Il ne contribua pas peu aux succès de l’armée impériale. Ce fut à l’issue de cette expédition que Jean de Ligne s’unit à Marguerite de La Marck. (les deux familles détenaient des fiefs aux Pays-Bas espagnols et dans la principauté de Liège).
Il épousa le 18 octobre 1547 Marguerite de La Marck-Arenberg, sœur de Robert III de La Marck-Arenberg mort sans descendance en 1541. Il devint ainsi le curateur de la maison de La Marck-Arenberg. L'empereur l'éleva en 1549 au rang de comte du Saint-Empire, en tant que chef de la maison d'Arenberg.
Le 23 septembre 1548, Maximilien d’Egmont mourut à Bruxelles. Charles Quint donna à Jean de Ligne les gouvernements de Frise, d’Overyssel, de Groningue et de Drenthe que le défunt occupait (1er janvier 1549), ainsi que sa compagnie de cinquante hommes d’armes et de cent archers d’ordonnances. C’était remplir le vœu du grand capitaine qu’il venait de perdre: le comte de Buren faisait un cas particulier de Jean de Ligne ; il l’appelait habituellement son frère d’armes ; il l’avait choisi pour être l’un de ses exécuteurs testamentaires.
Cette année-là, le prince Philippe, fils unique de l’Empereur, vint aux Pays-Bas, pour y être reçu des États et leur prêter serment comme leur futur souverain. Il se transporta, afin d’accomplir ces formalités, dans les différentes provinces. Arrivé à Deventer, où il fut inauguré par les états d’Overyssel, la saison se trouva trop avancée pour qu’il poursuivît son voyage ; il chargea le comte d’Arenberg de le représenter dans les provinces de Frise, de Groningue et de Drenthe, et le revêtit à cet effet de ses pleins pouvoirs (31 octobre 1549).
L’Empereur, ayant acquis la terre et seigneurie de Lingen, qui appartenait à la succession du comte de Buren, en ajouta le gouvernement à ceux que Jean de Ligne avait déjà (septembre 1551).
Bientôt après, les Pays-Bas se virent assaillis par les Français : Henri II de France en personne entra dans le duché de Luxembourg. Le gouverneur de cette province, le comte de Mansfeld, en était éloigné en ce moment ; la reine Marie y envoya le comte d’Arenberg, pour en défendre le quartier allemand, en même temps qu’elle commettait au comte de Lalaing la défense du quartier wallon (mai 1552) ; mais, sur ces entrefaites, Mansfeld ayant pu revenir dans son gouvernement, elle donna à Jean de Ligne une autre destination. Elle s’occupait de rassembler un corps de troupes pour renforcer l’armée avec laquelle l’Empereur s’avançait vers le Rhin ; elle l’en nomma maréchal (4 août 1552), eu plaçant directement sous ses ordres une division de sept cents chevaux. Charles Quint, ayant mis le siège devant Metz, voulut avoir auprès de lui le comte d’Arenberg, à qui il confia un commandement important, et, jusqu’à la fin de la campagne, Jean de Ligne ne quitta point l’Empereur. Il prit part, à la tête d’un régiment de « gens de pied », aux campagnes de 1553, 1554 et 1555.

### SousPhilippeII
Lors de l’abdication de Charles Quint, les provinces de Frise, d’Overyssel, de Groningue et de Lingen, alléguant leurs privilèges, ne voulurent pas députer aux États généraux en présence desquels eut lieu cette imposante cérémonie ; Charles commit le comte d’Arenberg pour faire, en son nom, la cession à son fils de ces quatre pays dans une assemblée solennelle des états de chacun d’eux (25 octobre 1555), et Philippe le délégua à l’effet de recevoir le serment de fidélité des États de Lingen, qui ne le lui avaient pas prêté en 1549 (30 novembre 1555). Le nouveau souverain confirma Jean de Ligne dans les gouvernements dont son père l’avait investi (30 novembre 1555 et 20 juillet 1556). Au mois de novembre 1556, il le chargea d’aller remettre au duc Henri de Brunswick le collier de l’ordre de la Toison d'or, qui avait été conféré à ce prince, au chapitre d’Anvers, le 28 janvier précédent.
Jean de Ligne fit les campagnes de 1557 et 1558 (11e guerre d'Italie (1556-1559)) contre la France, ayant sous ses ordres, dans la première, mille chevaux, et un régiment de gens de pied bas allemands de trois mille têtes dans la seconde. Il assista à la bataille de Saint-Quentin, où il donna de nouvelles marques de sa bravoure : il y commandait l'aile gauche de l'infanterie avec le duc de Brunswick lors de l'assaut final contre le connétable de Montmorency.
Au commencement de 1559, une diète impériale ayant été convoquée à Augsbourg, le roi le désigna pour y représenter le cercle de Bourgogne ; le 9 août de la même année, il l’appela à remplir la charge considérable de « maréchal de l’ost », qui était vacante depuis la mort d’Adrien de Croÿ, comte du Rœulx. Au moment où il se disposait à quitter les Pays-Bas, Philippe, voulant reconnaître les services que les seigneurs belges lui avaient rendus dans les dernières guerres, accorda aux principaux d’entre eux des gratifications qui devaient leur être payées après son retour en Espagne : le comte d’Arenberg fut compris dans cet acte de libéralité pour six mille écus.

### StathoudératetRévolte des gueux
Le traité de Cateau-Cambrésis avait rendu la paix aux Pays-Bas ; Jean de Ligne en profita pour vouer tous ses soins aux provinces dont le gouvernement lui était confié. Il ne s’en absenta plus guère que dans de rares occasions, comme au mois de février 1563, où la duchesse de Parme l’envoya à Liège. Robert de Berghes avait annoncé l’intention de résigner le siège épiscopal de cette ville ; la duchesse, désirant que le chapitre élût, à sa place, quelqu’un qui fût agréable au roi, jugea que le comte d’Arenberg serait plus propre que tout autre à y disposer les membres de ce corps. L’élection qu’ils firent de Gérard de Groesbeek répondit à son attente.
Jean de Ligne avait été l’un des tuteurs d’Anne d'Egmont, fille du comte de Buren et de Leerdam (nl), première femme de Guillaume le Taciturne, prince d'Orange. Ses relations avec ce prince, sans avoir un caractère d’intimité, étaient amicales ; il était intervenu, en 1557, au mariage de sa sœur Anne d'Egmont (1533-1558) avec le comte Guillaume IV van den Bergh, il lui écrivait, en 1559, en France, où il était allé en otage : « Je vous prie me faire part quelques fois de ce quy passe là, et ne faudray de faire le mesme d’issy. » Cependant, lorsque Guillaume, Egmont et Hornes formèrent une ligue contre le cardinal de Granvelle, Jean de Ligne refusa d’y entrer ; il déclara qu’il serait injuste à lui de se plaindre du gouvernement, dont il n’avait reçu que des faveurs, et, quant au cardinal, qu’il ne pouvait lui en vouloir, car il lui avait toujours fait plaisir dans les choses raisonnables qu’il avait demandées. Il en résulta une mésintelligence ouverte entre lui et les chefs de la ligue. Avec le prince d'Orange les choses en vinrent au point que ce prince réclama de lui plusieurs milliers de florins, prétendant qu’il en était resté redevable au comte de Buren pour des gageures perdues : à quoi il riposta en réclamant, à son tour, le remboursement des dépenses qu’il avait faites au temps de la tutelle de la première femme du prince. Il répondit aussi au comte d’Egmont, qui lui faisait des reproches sur ce que leurs projets s’étaient ébruités, que, si leurs plans étaient connus, ils ne devaient s’en prendre qu’à eux-mêmes, qui ne parlaient jamais d’autre chose.
Un des objets que Philippe II avait le plus à cœur était l’érection des nouveaux évêchés qu’il avait obtenue du pape Paul IV. Trois de ces évêchés (évêché de Leeuwarden, évêché de Deventer, évêché de Groningue) avaient leur siège dans les provinces placées sous l’autorité du comte d’Arenberg. Il employa tous les moyens qui étaient en son pouvoir afin de persuader les états de recevoir les prélats que le roi y avait nommés, mais il n’y put parvenir. Le tableau fait à la duchesse de Parme, dans un écrit du mois de juillet 1565, de la situation des choses dans ses gouvernements explique cette opposition des états, lesquels y étaient encouragés, d’ailleurs, par l’exemple de ce qui se passait en Brabant et en Gueldre : « Le faict de la saincte foy et religion — y est-il dit — ne va pas trop bien aux pays de Frise, Overyssel et Groningue, ains y croît le mal de plus en plus, en pluralité et diversité de sectes et hérésies, principalement en la ville du Dam et de Groeningue, aussy ès villes et plat pays d’Overyssel, et ce à l’occasion des voisins, des alliances, escolles et conversations que les estrangers, à cause du commerce, ont nécessairement audict pays, et réciproquement ceulx du mesme pays avec lesdicts estrangers, aussy pour ce que les curez y preschent aujourd’hui plus librement que à l’accostumée, etc., etc. »

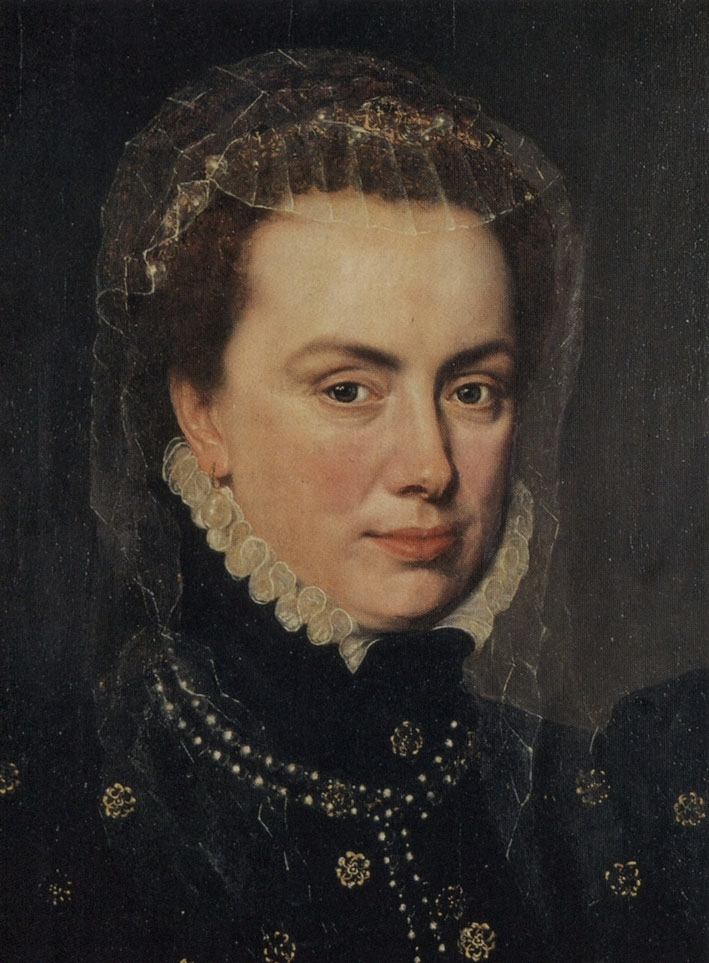
Marguerite de Parme, gouvernante des Pays-Bas espagnols.

Appelé à Bruxelles par la duchesse de Parme, avec les autres gouverneurs et chevaliers de l’ordre, quand elle apprit que les confédérés s’y étaient donné rendez-vous pour lui présenter des remontrances, Jean de Ligne assista aux délibérations qui eurent lieu dans les derniers jours de mars 1566 et le mois suivant, sous la présidence de la gouvernante. Il s’y prononça pour l’abolition de l’inquisition et la modération des placards ; mais il ne fut pas de l’avis du prince d’Orange, des comtes d’Egmont et de Hornes et de leurs adhérents quant à l’assemblée des États généraux et à la suprématie à attribuer au conseil d'État sur les conseils privé et des finances : il trouva que la réunion des états produirait plus de mal que de bien, et la concentration des affaires dans les mains du conseil d’État lui parut de nature à les embarrasser, au lieu d’en accélérer l’expédition. Il vota, du reste, pour l’envoi du marquis de Berghes et du baron de Montigny au roi, afin de lui faire connaître l’état du pays et le solliciter d’y venir. Après les saccagements du mois d’août, qui avaient glacé de terreur la gouvernante, il l’assura qu’elle pouvait compter sur lui, qu’il ferait tout ce qu’elle lui commanderait.
Cependant le compromis, la présentation de la requête, les concessions que le gouvernement s’était vu obligé de faire aux confédérés, avaient eu leur contrecoup dans les provinces de son gouvernement : les nouvelles doctrines religieuses s’y étaient propagées avec rapidité, grâce surtout aux prédicateurs qui y étaient accourus de Lübeck, de Brême et d’autres lieux de l’Allemagne ; en beaucoup d’endroits l’exercice du culte catholique se trouvait suspendu, les églises étaient fermées ou converties en temples protestants, les ministres zwingliens baptisaient et mariaient ; une partie des curés, cédant au torrent, ne disaient plus la messe, et ils chantaient des psaumes en leur langue maternelle ; des églises et des monastères enfin avaient été livrés au pillage. Ces désordres, et l’impuissance où il était d’y remédier, navraient de douleur Jean de Ligne ; il était choqué particulièrement de ce que les bourgeois de Leeuwaerden se montraient chaque jour en armes, avec fifres et tambourins, et tirant des coups d’arquebuse et de pistolet, jusqu’auprès du château où il tenait sa résidence: « Je puis asseurer V.A. — écrivait-il à la duchesse de Parme —, que ne pourroy aucunement porter au cœur ces façons de faire tant téméraires et outrecuydées, ni endurer telles approches et dommageables à ladicte maison..... Et n’est à dire, Madame, le regret et le desplaisir que ce m’est de veoir les choses en ces termes, et que ne me reste aultre moyen de remédier à l’ung et l’aultre comme désireroy bien..... » Il avait pourtant, à son retour de Bruxelles à Leeuwaerden, fait preuve d’énergie : les bourgmestres lui ayant présenté deux aimes de vin pour sa bienvenue, il les avait refusées, leur disant que, tant qu’ils n’auraient pas remis les églises et le service divin en leur premier état, « il ne vouloit estre en leur compaignie, ni avoir hantise et conversation avec eulx. »
Le 16 octobre, il alla trouver au Loo, sur la Veluwe, le comte de Meghem, gouverneur de Gueldre et de Zutphen, pour se concerter avec lui : tous deux furent d’avis que la faiblesse de l’administration avait été cause du mal qui était arrivé, et ils demandèrent à la duchesse de Parme de les autoriser à lever chacun quinze enseignes d’infanterie et six cents chevaux ; avec ces forces ils se flattaient de rétablir l’autorité des lois dans leurs gouvernements. Marguerite d’Autriche leur répondit (23 octobre) que l’argent lui manquait ; elle les engagea à temporiser, à user de remontrances, d’exhortations, de prières. Quand le roi eut mis quelques ressources à sa disposition, elle fit savoir à d’Arenberg qu’il pouvait lever quatre enseignes de gens de pied de deux cents têtes chacune (19 novembre) ; plus tard, sur les ordres qu’elle reçut de son frère, elle l’autorisa à rassembler quinze cents hommes répartis sous cinq enseignes (22 décembre).
D’Arenberg avait, au commencement d’octobre, quitté Leeuwaerden, où ses ordres n’étaient plus respectés; il s’était retiré à Hasselt, puis à Lingen : il se disposa à y retourner, dès qu’il eut réuni des forces suffisantes. Il se rendit d’abord à Zwoll (26 décembre) : dans cette ville d’Overyssel des prêches avaient eu lieu, mais il n’y avait été commis aucune violence contre les lieux sacrés; en promettant aux magistrats l’oubli de ce qui s’était passé, il les détermina à remettre d’eux-mêmes en son ancien état l’exercice du culte catholique. De Zwoll il alla s’établir à Burgum, à une lieue de Leeuwaerden, où il commanda à ses capitaines de venir le joindre avec leurs gens (6 janvier 1567). Là il reçut une députation des bourgmestres de Leeuwaerden, chargée de le supplier d’entendre à quelque accord au moyen duquel ils pussent conserver la nouvelle religion en concurrence avec l’ancienne : il rejeta cette demande, et exigea que les prédicateurs luthériens se retirassent de la ville et de sa juridiction ; que le répositoire du Saint sacrement, ainsi que les autels, images, ornements, joyaux et toutes autres choses appartenant à l’église, qui avaient été ôtées ou rompues, fussent restitués et réparés ; que le service divin fût rétabli en toutes les églises avec les cérémonies pratiquées d’ancienneté, de manière qu’il ne subsistât rien des nouveautés qui avaient été introduites en matière de religion ; enfin que les bourgeois déposassent au château leur artillerie et leurs munitions de guerre : moyennant l’accomplissement de ces conditions, il leur donna l’assurance, par un acte signé de sa main, sous le bon plaisir toutefois de la gouvernante, qu’il ne chargerait pas les bourgeois de gens de guerre, ne mettrait pas garnison dans la ville, et ne s’y ferait accompagner que de sa maison et de sa garde de cinquante chevaux ; il les assura encore que personne ne serait recherché, appréhendé ni endommagé en corps ni en biens, à raison des troubles passés (15 janvier). Le 20 janvier, il entra dans la ville, laissant ses cinq enseignes d’infanterie à Burgum. Quelques jours après, le secrétaire de Brederode, Ylpendam, ne craignit pas de se présenter à Leeuwaerden, pour y ranimer le zèle des partisans de la confédération ; il le fit arrêter (31 janvier) et enfermer au château, où il le retint, malgré ses protestations et celles de son maître. La duchesse de Parme n’avait pas approuvé l’acte du 15 janvier : il négocia avec les bourgmestres pour en obtenir la modification, et, sur leur refus, il le révoqua et fit occuper la ville par deux de ses compagnies (3 mars); il en mit deux autres en garnison à Sneeck, et la cinquième à Sloten. Groningue et Deventer furent plus difficiles à réduire ; ce fut seulement après que Noircarmes fut arrivé en Hollande avec plusieurs régiments, que Brederode eut été chassé de Vianen et forcé de s’enfuir d’Amsterdam, que d’Arenberg les amena à se soumettre aux volontés du roi et de la gouvernante. Le 7 juin, il occupa Groningue avec quatre enseignes de hauts Allemands. Les magistrats de Deventer alléguaient que, s’ils avaient toléré l’exercice de la nouvelle religion, ils ne l’avaient fait que pour maintenir la paix publique ; que, dans leur ville, les autels, images et autres choses sacrées étaient restés intacts, que leurs bourgeois n’avaient pris part à aucune confédération, ligue ou alliance : à la faveur de ces raisons, ils demandaient, avec de vives instances, qu’on ne les obligeât pas à recevoir des gens de guerre ; il intercéda pour eux, et la gouvernante consentit qu’ils en fussent exemptés, à certaines conditions. L’autorité royale et l’ancienne religion se trouvèrent ainsi rétablies, sans effusion de sang, dans les provinces de Frise, d’Overyssel et de Groningue : car l’exemple que les villes capitales avaient donné, les villes secondaires et le plat pays ne tardèrent pas à le suivre.
Un historien hollandais attribue ces résultats « à la réputation que le comte d’Arenberg avait d’être doux et porté à la clémence » ; il faut en faire honneur aussi à son esprit de justice : lorsqu’il fut entré dans Groningue, la duchesse de Parme lui ordonna de désarmer les habitants dont on avait eu à se plaindre durant les troubles, en laissant les armes aux mains de ceux qui s’étaient bien conduits ; il répondit à la gouvernante que désarmer les uns sans désarmer les autres serait causer des dissensions et des haines entre les bourgeois ; que, par ce motif, il ne croyait pas devoir le faire, comme il n’avait pas fait de différence entre les bons et les mauvais dans la répartition des logements militaires.

### Prémicesde laguerre de Quatre-Vingts Ans
Il partit pour Bruxelles au mois de juin. Le roi avait ordonné qu’il remplît sa charge de maréchal de l’ost dans l’armée que Fernando Álvarez de Toledo y Pimentel, duc d'Albe, menait aux Pays-Bas ; il alla au-devant du duc jusqu’à Arlon (8 août 1567), et l’accompagna à Namur, à Louvain, à Bruxelles. Il était présent, le 9 septembre, au conseil à l’issue duquel les comtes d’Egmont et de Hornes furent arrêtés ; il se joignit à Mansfeld et à Berlaymont, pour réclamer contre cette arrestation qui portait atteinte aux immunités des chevaliers de la Toison d'or. Le mois suivant, Charles IX, que Louis Ier de Bourbon, prince de Condé avait failli surprendre à Meaux, ayant demandé du secours au duc d’Albe et à la duchesse de Parme, ils résolurent de lui envoyer le comte d’Arenberg avec quinze cents chevaux. Le comte, que le marquis de Villars vint rencontrer entre Cambrai et Beauvais, pour le conduire vers le roi de France, arriva à Paris à la fin de novembre. Dans l’intervalle, les huguenots avaient été battus près de Saint-Denis ; la cour n’avait plus besoin du corps auxiliaire qui lui était venu de Bruxelles. Charles IX, en le renvoyant, témoigna à ceux qui le commandaient, et au comte d’Arenberg en particulier, sa satisfaction et sa bienveillance.
Des événements graves devaient bientôt rendre la présence de Jean de Ligne nécessaire dans ses gouvernements. Le 24 avril 1568, le comte Louis de Nassau, frère du prince d’Orange, envahit le pays de Groningue, à la tête d’un corps d’environ 7 000 hommes d’infanterie et de quelques centaines de chevaux, formé, pour la plus grande partie, de fugitifs des Pays-Bas qui s’étaient réfugiés à Emden et dans les environs ; le château de Wedde, appartenant au comte d’Arenberg, sur la frontière de ce pays, fut le premier lieu dont il prit possession ; de là il se porta sur le Dam. À cette nouvelle inattendue, le duc d’Albe ordonna à d’Arenberg, qui se trouvait à Bruxelles, de se rendre « incontinent » en Frise ; il fit diriger vers ce pays le régiment espagnol de don Gonzalo de Bracamonte ; il manda au comte de Meghem de seconder les opérations que d’Arenberg allait entreprendre contre les ennemis. Arrivé à Vollenhove, d’Arenberg y eut une attaque de goutte qui l’obligea de se mettre au lit : il ne renonça point, pour cela, à commander en personne l’expédition qu’on lui avait confiée ; il se fit transporter en bateau à Leeuwaerden, et de Leeuwaerden à Groningue sur une civière. C’était cette dernière ville qu’il avait assignée pour rendez-vous à ses troupes, composées, outre le régiment espagnol de don Gonzalo de Bracamonte, de quatre compagnies d’infanterie qu’il avait tirées de Leeuwaerden et de Sneeck et d’une compagnie de hauts Allemands venue d’Oldenzaal. Quoique mal rétabli de sa goutte, le 21 mai il monta à cheval et marcha aux ennemis, qui occupaient Delfzijl, où ils s’étaient fortifiés. Il logea, ce jour-là, à l’abbaye de Wittewierum, près du Dam. Après quelques escarmouches, où l’avantage resta à l’armée royale, Louis de Nassau, dans la nuit du 22 au 23, battit en retraite. D’Arenberg se mit aussitôt à sa poursuite : le 23, vers le milieu du jour, il l’atteignit à Heiligerlee, à trois lieues de Delfzijl. En ce moment le comte de Meghem, avec de la cavalerie, n’était plus qu’à cinq ou six heures de marche, et son infanterie suivait à quelques lieues de distance : si d’Arenberg l’eût attendu, la perte de Louis de Nassau était presque infaillible. Soit, comme plusieurs historiens le rapportent, que les Espagnols le forçassent d’en venir immédiatement aux mains, soit qu’il fût poussé par son ardeur naturelle et par la crainte de laisser échapper les ennemis, il donna l’ordre de les attaquer. L’action fut engagée désordonnément par l’infanterie espagnole, qui, ayant été repoussée, vint jeter la confusion dans les rangs des compagnies allemandes tandis qu’elles se formaient en bataille. D’Arenberg essaya en vain par les plus grands efforts de rétablir le combat ; ayant eu un cheval tué sous lui, il en monta un autre et continua de faire des prodiges de valeur ; on dit même qu’il tua de sa main Adolphe de Nassau (1540-1568), frère du comte Louis ; mais bientôt il se vit accablé par la multitude des ennemis qui l’entouraient, et, après une lutte opiniâtre, Antoine de Zoete, seigneur de Hautain, le frappa mortellement. Sa mort fut le signal de la débandade de ses troupes. Son artillerie, ses bagages, sa vaisselle, l’argent destiné à la solde des Espagnols, tombèrent au pouvoir des confédérés, qui firent aussi un grand nombre de prisonniers. Le collier de l'ordre de la Toison d'or que Jean de Ligne portait fut envoyée au prince d'Orange, à Strasbourg. Sa dépouille mortelle reçut la sépulture dans l’église du monastère d'Heiligerlee.
Marguerite de La Marck-Arenberg, sa veuve, lui survécut pendant trente et un ans ; elle mourut au commencement de 1599. Son fils Charles lui succéda en tant que comte d'Aremberg, la régence étant confiée à sa veuve.

### Postérité
La cause de la religion et du roi faisait une grande perte, comme le cardinal Granvelle l’écrivit à l’évêque de Namur Antoine Havet, en perdant le comte d’Arenberg ; aussi fut-il vivement regretté à Rome et à Madrid.
Dans les temps de troubles, les hommes que rien ne peut détourner de la fidélité à leurs serments et à leurs devoirs sont rares; Jean de Ligne était un de ces hommes. Guichardin l’appelle « un baron valeureux, signalé et de marque ». Brantôme, qui l’avait connu à la cour de Charles IX et avait même été dans sa familiarité, fait de lui ce portrait : « Outre sa valeur, il estoit un très-bon et très-agréable seigneur, surtout de fort grande et haute taille et de très-belle apparence..... Ses propos n’estoient nullement communs ny pauvres, mais très-rares et très-riches, car il parloit fort bien et très-bon françois, comme encore quelques autres langues. Bref, il estoit très-vertueux et très-parfait. »

## Titres
- Baron de Barbençon, seigneur de La Bussière et de Gouy,
- Seigneur de Zuid-Polsbroek ;
- Comte d'Arenberg (avec son épouse, 1547-1568) ;

### Fonctions héréditaires
- pair de Hainaut.

## Fonctions
- Stadhouder de Frise, d'Overijssel, de Groningue (en), de Drenthe (1549 - 1568) ;
- Stadhouder de Lingen (1551 - 1568).

## Décorations
- Chevalier de la Toison d'or (1546, brevet no 210)

## Armoiries
| Figure | Blasonnement |
|        | D'après le portrait ci-dessus : Écartelé de Ligne et d'argent, à trois lions de gueules, armés, lampassés et couronnés d'or (de Barbançon). |

## Vie familiale

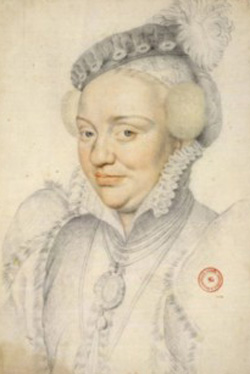
Portrait de Marguerite de La Marck, comtesse d'Arenberg par François Clouet.

Fils de Louis de Ligne († vers 1559), seigneur de Barbençon, et de Marie van Glymes († vers 1566), héritière de Sevenbergen, Jean épousa, le 18 octobre 1547, Marguerite de La Marck (15 février 1527 - château de Reckheim † 18 février 1599 – château de Zevenberghe) comtesse puis princesse d'Arenberg, fille de Robert II (1506 † 1536), comte de La Marck, seigneur d'Arenberg et de Mirwart et de Walburga d'Egmond.
Par une stipulation de leur contrat de mariage, leurs enfants devaient prendre et relever le nom et les armes d’Arenberg, ce qui a été observé. Ensemble, ils eurent :
1. Charles (1550 † 1616), comte d'Arenberg, marié, le 4 janvier 1587 à Beaumont (Hainaut), avec Anne-Isabelle de Croÿ (1563 † 1635), duchesse d'Aerschot, princesse héritière de Chimay, dont postérité ;
2. Marguerite (24 février 1552 † 24 février 1611), mariée, le 7 juin 1569, avec Philippe II (vers 1545 † 24 mai 1582), 3e comte de Lalaing (1537-1582), baron d'Escornaix, seigneur de Waurin, grand bailli du Hainaut, chevalier de la Toison d'or, dont 2 filles ;
3. Robert (11 novembre 1564 † 2 mars 1614), 1er prince de Barbençon (8 février 1614), seigneur de Rotselaar, marié en juin 1588 avec Claudine (12 novembre 1569 † février 1632), née posthume, fille de Jean Philippe II de Salm-Neuviller (ou Salm-Dhaun) (30 septembre 1545 † tué le 3 octobre 1569 - bataille de Moncontour), dont :
  1. Albert François[11] (22 juillet 1600 † 8 avril 1674 - Madrid), 2e prince de Barbençon et du Saint-Empire, comte d’Aigremont et de La Roche-en-Ardenne, seigneur et vicomte de Dåve, baron de La Buissière, seigneur de Harzé, de Melet, de Melin, de Villemont et de Soy, chevalier de la Toison d'or (1628, brevet no 381), gouverneur de Namur, marié le 8 mai 1616 avec Marie de Barbançon (20 avril 1602 † après 1675), vicomtesse de Dåve, fille de Evrard de Barbançon († 31 décembre 1608), vicomte de Dave, dont :
    1. Marie Dorothée Caroline (1622-1646), mariée en 1636 avec Ottavio Piccolomini d'Aragona (11 novembre 1599 - Florence † 11 août 1656), 1er prince Piccolomini, 7e duc d'Amalfi, seigneur de Nachod, feld-maréchal imperial ;
    2. Isabelle (1623 - Barbençon † 17 août 1678 - Paris), mariée en premières noces, le 4 novembre 1637 à Anvers, avec Albert François de Lalaing ( † 1643), comte de Hoogstraeten, dont une fille, Marie Gabrielle de Lalaing ( † 8 février 1709 - Anvers), comtesse de Hoogstraten ; puis, en secondes noces, le 15 mai 1651 à Bruxelles, avec Ulrich von Württemberg (15 mai 1617 - Stuttgart † 5 décembre 1671 - Stuttgart), duc de Württemberg-Neuenbürg, dont Marie Anne Ignace (27 décembre 1652 † 1693), duchesse de Württemberg-Neuenbürg
    3. Jacques Claude (13 mars 1624 † 1644) ;
    4. Octave Ignace (12 mars 1643 † tué le 29 juillet 1693 - bataille de Neerwinden (1693)), 3e prince de Barbançon (1674-1693), comte d'Aigremont et de La Roche-en-Ardenne, vicomte d'Aure, seigneur de Villemont, marié, le 17 janvier 1672 avec Teresa María Manrique de Lara (1er août 1696), fille du 1er comte de Frigiliana (es), dont :
      1. María Teresa Joaquina (12 mars 1673 † 10 juillet 1738), mariée en 1695 avec Isidoro Folch de Cardona ( † 1699), marquis de Guadameste ; en 1700 avec Gaspar Antonio de Guzmán ( † 1712 - Barbastro), capitaine général de Galice ; le 14 décembre 1714 avec Henri de Wignacourt, comte de Lannoy, dont une fille ;
      2. María Manuela (26 décembre 1693 † 28 juin 1742), mariée 28 juin 1696 à Madrid, avec Agustín Hurtado de Mendoza, 7e comte de Orgaz (es), sans postérité ; mariée en 1713 avec Jaime Fernández de Híjar de Portugal y Silva (né en 1695), dont un fils ;
4. Antonia (ou Antoinette) Wilhelmine (1er mars 1557 † 26 février 1626), mariée le 10 décembre 1577 avec Salentin IX d'Isembourg-Grenzau (1532 † 19 mars 1610), archevêque de Cologne (1567-1577), qui adique l'archevêché électoral de Cologne pour se marier, dont postérité. Antonia, devenue veuve, devient camerama mayor de l'infante d'Espagne.